# 安娜·瑪麗亞·莫札特

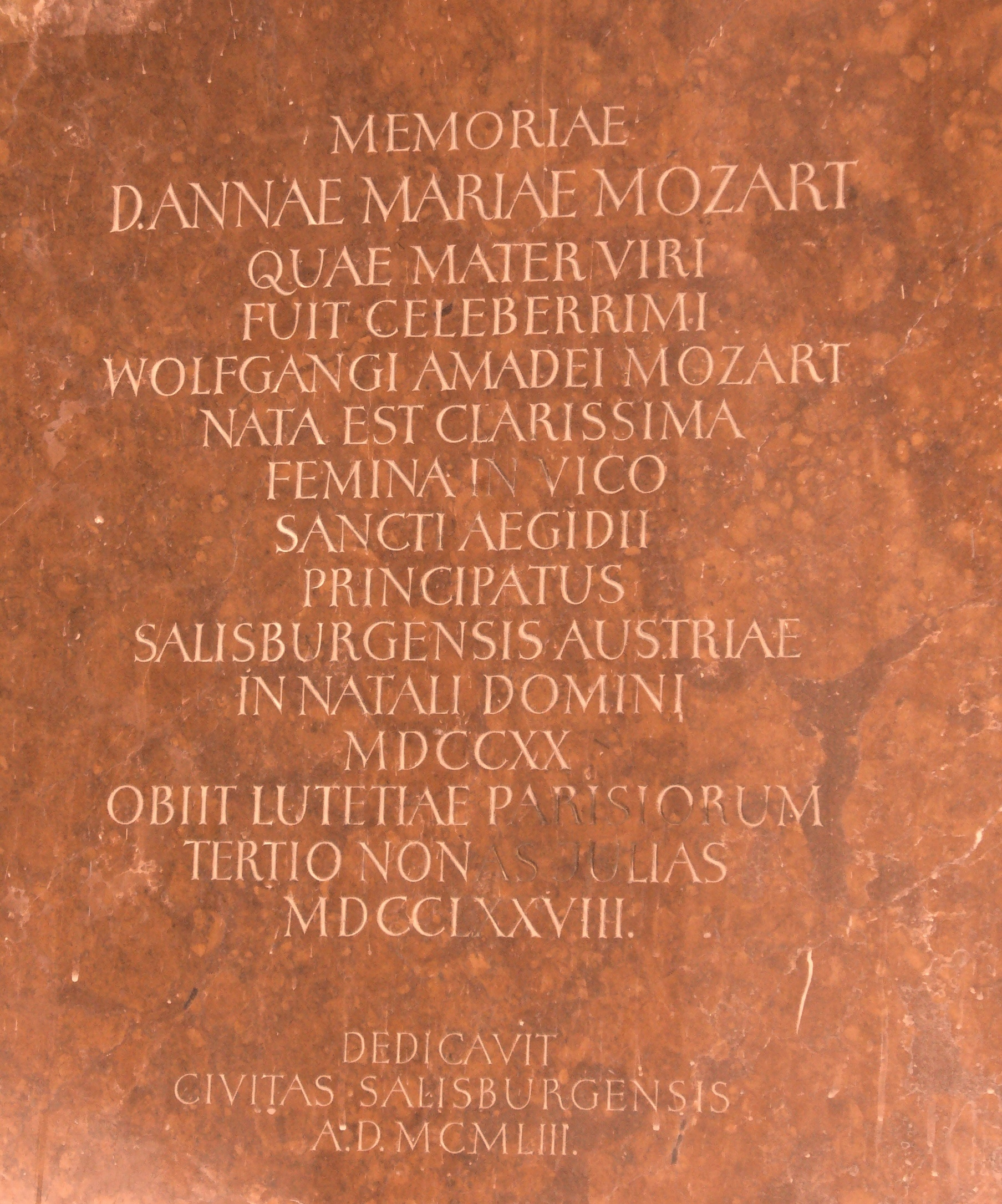
安娜·瑪麗亞·莫札特墓誌銘

安娜·瑪麗亞·沃爾布加·莫札特（Anna Maria Walburga Mozart，1720年12月25日—1778年7月3日），原姓佩特爾（Pertl），沃夫岡·阿瑪迪斯·莫札特和瑪利亞·安娜·莫札特的母親。

## 生平

### 年輕時期

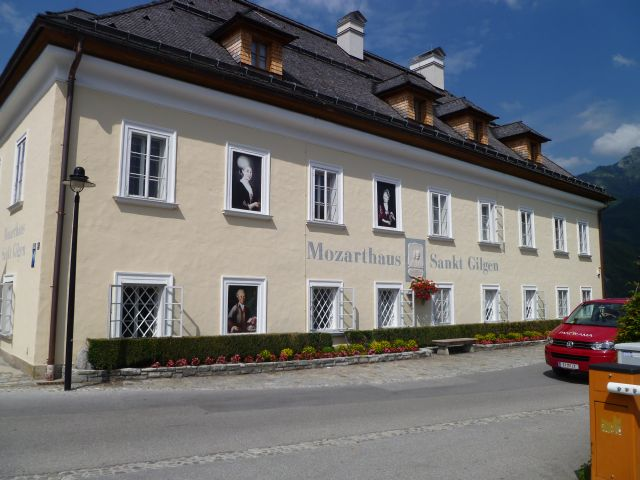
安娜·瑪麗亞·莫札特位於聖吉爾根的出生地，現已成為博物館

她出生於薩爾茨堡大主教區聖吉爾根，母親是伊娃·羅西娜（Eva Rosina，1681-1755年），父親是希爾登斯坦副省長沃爾夫岡·尼古拉斯·佩特爾（Wolfgang Nicolaus Pertl，1667-1724 年）。尼古拉斯擁有薩爾茨堡大學的法學學位，並擔任過許多要職，包括聖安德烈區的區長。他顯然是一位技藝精湛的音樂家。1714年，他身患重病，不得不調任薪資相對較低的許滕施泰因(Schloss Hüttenstein)城堡副總監。在他生命的最後一段時間裡，他深陷債務。他於1724年3 月7日去世。
尼古拉斯的財產被清算以幫助償還債務，而他剩下的家人（安娜·瑪麗亞的母親和她的姐姐瑪麗亞·羅西娜，生於1719年8月24 日）陷入貧困。他們搬到了不遠的薩爾斯堡，靠著每月僅八（後來是九）弗羅林(florins)的慈善退休金生活，也許還靠低水準的就業來補充。安娜·瑪麗亞(Anna Maria)的姐姐於1728年去世，得年九歲。安娜·瑪麗亞年輕時身體不好：當時的法律文件將她描述為「經常生病」（1733年）和「經常生病臥床不起的女兒」（1739年）。

### 婚姻與孩子
1747年，她在薩爾茨堡與李奧波德·莫札特結婚。赫曼·阿伯特寫道：“兩人當時被認為是薩爾茨堡最英俊的情侶。”這對夫婦（可能和安娜·瑪麗亞的母親）搬進了糧食胡同三樓的一套公寓。他們的房東是洛倫茲·哈格納爾(Lorenz Hagenauer)是利奧波德的密友，也是家族後來旅行的常任記者。
莫札特有七個孩子，其中只有兩個在嬰兒期存活下來：
- 約翰·利奧波德·約阿希姆(Johann Leopold Joachim，1748年8月18日–1749年2月2日)[4][5]
- 瑪麗亞·安娜·科爾杜拉(Maria Anna Cordula，1749年6月18日–1749年6月24日）[5]
- 瑪麗亞·安娜·內波穆塞納·沃爾普吉斯(Maria Anna Nepomucena Walpurgis，1750年5月13日–1750年7月29日）[6]
- 瑪麗亞·安娜·沃爾布加·伊格納蒂亞(Maria Anna Walburga Ignatia)
- 約翰·卡爾·阿瑪迪斯 (Johann Karl Amadeus，1752年11月4日–1753年2月2日) [7][8]
- 瑪麗亞·克雷森蒂亞·弗朗西斯卡·德·保拉（Maria Crescentia Francisca de Paula，1754年5月9日–1754年6月27日）[9]
- 約翰尼斯·克里斯托斯·沃爾夫岡·阿瑪迪斯（Johann Chrysostomus Wolfgang Amadeus，1756年1月27日–1791年12月5日）

安娜·瑪麗亞在生沃夫岡時險些喪命。她的子宮裡保留著胎盤，隨後被強制切除，造成致命感染的極大風險。
兩個倖存的孩子聲名鵲起。女兒瑪利亞·安娜小時候被稱為“南妮兒(Nannerl)”。她是一位才華橫溢的音樂家，曾與她的兄弟一起巡迴演出，但她後來的生活經歷和可能性都非常有限。他的兒子沃夫岡·阿瑪迪斯(Wolfgang Amadeus)出生於1756年1月27日，他先是作為神童而取得了傑出成就，後來成為最著名的作曲家之一。

### 家庭生活

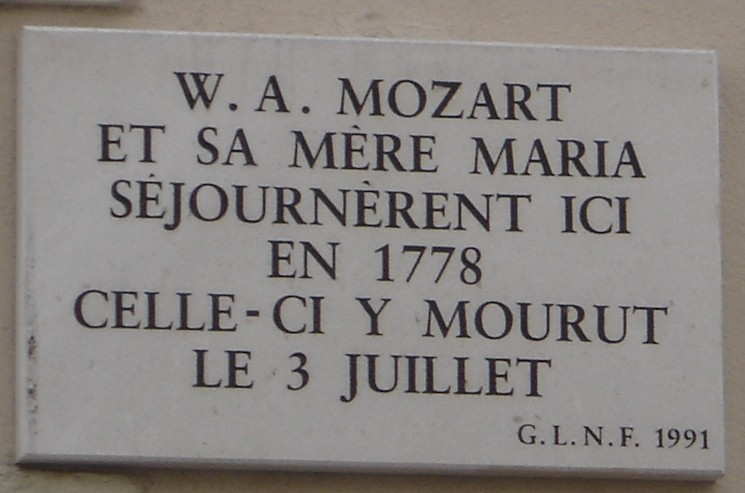
"莫札特和他的母親於 1778年住在這棟房子裡，她於7月3日在這裡去世"–8 rue du Sentier in Paris

根據現存信件的證據，阿伯特在描述她作為配偶的角色時寫道：「她理解丈夫的冷漠和盡責的本性，並盡一切努力讓他免受由此產生的無數麻煩和憂慮，這是一項不可能的任務。願意服從他的嚴格製度。」關於安娜瑪麗亞身為母親，他說：「莫札特家庭中統治著一種純潔而健康的精神……安娜瑪麗亞必須為此承擔很大的功勞。最重要的是，她是孩子們真正的母親。」這些信件記錄了安娜·瑪麗亞熱情地參與了這個家庭的下流幽默傾向，這種傾向在沃夫岡身上表現得更為強烈。
安娜·瑪麗亞進行了一系列歐洲旅行（1762-1768），期間兩個孩子被展示為神童。在沃夫岡和利奧波德於1769年至1773年間遊覽義大利期間，她不情願地與南妮兒一起留在薩爾斯堡。1777年，她陪伴現已成年的沃夫岡（再次不情願）去奧古斯堡、曼海姆和巴黎尋找工作。

### 死亡
1778年7月3日，安娜瑪麗亞在巴黎期間因未確診的突發疾病去世。她被埋葬在聖猶士坦堂墓地。

## 外部連結
- 维基共享资源上的相關多媒體資源：安娜·瑪麗亞·莫札特
- Biography of Anna Maria Pertl Mozart